# 김은주 (가수)
김은주(1970년 ~)는 대한민국의 가수다. 2020년 싱글 《거기까지만》으로 데뷔했다.

## 방송
- 보이스퀸 (2019) - Top24(21위)

## 음반
- MBN 보이스퀸 ROUND 2-1 (2019)
- MBN 보이스퀸 ROUND 4-2 (2020)
- 거기까지만 (2020)